# Loïc Serra
Loïc Serra (Nancy, 30 de março de 1972), é um engenheiro francês que atualmente é o diretor técnico de chassi da equipe de Fórmula 1 da Ferrari. Ele anteriormente ocupou o cargo de diretor de desempenho da Mercedes.

## Carreira
Serra estudou na Arts et Métiers ParisTech em Aix-en-Provence, com especialização em engenharia mecânica.
Depois de se formar na universidade, Serra iniciou sua carreira no automobilismo com a Michelin, trabalhando como engenheiro de qualidade em Bad Kreuznach, na Alemanha, antes de se mudar para o principal centro de pesquisa e desenvolvimento da empresa em Clermont-Ferrand, na França. Seu departamento trabalhou em novos conceitos de pneus e suspensão, permitindo a Serra obter um profundo conhecimento da dinâmica de veículo e das interações dos pneus.
Em 2002, Serra recebeu a tarefa de desenvolver um novo sistema de suspensão inovador para carros de corrida e outros veículos de alto desempenho. Este sistema de suspensão foi proposto às equipes clientes da Michelin na Fórmula 1 e formou o primeiro encontro de Serra com a categoria. Pouco depois, Serra ingressou no departamento de Fórmula 1 da Michelin e lá permaneceu até que a fabricante de pneus se retirou da categoria em 2006.
No entanto, Serra desejava permanecer na Fórmula 1, então ele se juntou à BMW Sauber para se tornar o chefe de desempenho de veículos da equipe suíça. Pouco tempo depois da saída da BMW da Fórmula 1, Serra decidiu buscar um novo desafio e se juntou à nova equipe da Mercedes em março de 2010.
Em 2019, Serra foi promovido a diretor de performance da Mercedes, substituindo Mark Ellis. Sua função envolve trabalhar com especialistas em pneus, suspensão, aerodinâmica e unidades de potência para garantir que as várias características trabalhem em um pacote geral que seja rápido e confiável.
Em julho de 2023, tornou-se público que Serra havia sido contratado pela Scuderia Ferrari e, que ele começaria a trabalhar na equipe em 2025. Posteriormente, no dia 13 de maio de 2024, a contratação de Serra foi confirmada oficialmente pela Ferrari e, que ele se tornaria seu novo chefe de engenharia de desempenho de chassi. Com a equipe italiana confirmando que Serra assumiria esta função apenas em 1 de outubro e, que ele passaria a se reportar ao seu diretor técnico de chassi Enrico Cardile, supervisionando diversas áreas em Maranello, incluindo engenharia de pista, desenvolvimento aerodinâmico, operações aerodinâmicas e desempenho de carros. Entretanto, após a saída de Cardile para se juntar a equipe Aston Martin Aramco, a Ferrari nomeou Serra como seu novo diretor técnico de chassis da Fórmula 1. Inicialmente, o engenheiro francês foi contratado em meados de 2023, mas devido ao longo período de licença, ele ainda não havia começado a trabalhar em Maranello. Nesta função, Serra passou a ser responsável pelos departamentos de engenharia de projeto de chassi, desempenho de veículo, aerodinâmica, engenharia de pista e operações de chassi. Com os chefes desses departamentos, Fabio Montecchi, Marco Aduno, Diego Tondi, Matteo Togninalli e Diego Ioverno, ficando sob o comando direto de Serra, que por sua vez se reporta ao chefe da equipe, Frédéric Vasseur.